# Сулстисиу (археологический парк)

Карта штата Амапа в Бразилии. Амазонский Стоунхендж был обнаружен в муниципалитете Калсуэни в 390 км от г. Макапа, столицы штата Амапа близ границы Бразилии с Французской Гвианой.

Археологический парк Сулстисиу (порт. Parque Arqueológico do Solstício, где Solsticio означает «Солнцестояние») находится на территории муниципалитета Калсуэни на северо-востоке бразильского штата Амапа.
Здесь в мае 2006 г. обнаружен мегалитический монумент — кромлех (круг камней), согласно одной из гипотез — древняя индейская обсерватория. Диаметр кромлеха составляет 30 метров, он состоит из гранитных стен высотой до 4 метров. Подобно аналогичной обсерватории во Французской Гвиане, датируется около 2000 лет назад. По аналогии с британским Стоунхенджем кромлех в Калсуэни именуют «амазонский Стоунхендж».
Кромлех представляет собой композицию из 127 гранитных блоков высотой до 3 метров каждый, поставленных вертикально в виде одинаковых кругов на вершине поросшего травой холма. На основании найденных поблизости останков керамики археологи пришли к выводу, что он может датироваться от I до XV в. н. э.
В самый короткий день северного полушария, 21 декабря, тень от одного из блоков исчезает, когда солнце оказывается непосредственно над ним. Тот факт, что данный блок был выровнен в соответствии с зимним солнцестоянием, заставил археологов предположить об астрономическом назначении данного сооружения.
Место известно археологам с 1950-х гг., однако систематические раскопки были проведены лишь в 2006 году. Раскопки не позволили подтвердить или опровергнуть гипотезу об астрономическом предназначении монумента, однако в их ходе были обнаружены останки индейского поселения.